# 후토스 미니미니
후토스 미니미니는 2013년 7월에 후토스 - 잃어버린 숲의 후속으로 방영했던 어린이 대상 텔레비전 프로그램이다. 이 방송은 전 1, 2와 달리 우리가 살고 있는 실제 세상을 탐험하는 이야기이다.

## 등장인물
- 모야
- 나도
- 아라
- 조아
- 시로

## 같이 보기
- 후토스 - 잃어버린 숲 : 전작